# Wybrand Hendriks
Wybrand Hendriks (Amsterdam, 1744 – Haarlem, 1831) est un peintre néerlandais, qui excelle plus spécialement dans l’art du portrait. Il est en outre, à partir de 1785, intendant des collections d’art du musée Teyler à Haarlem.

## Biographie

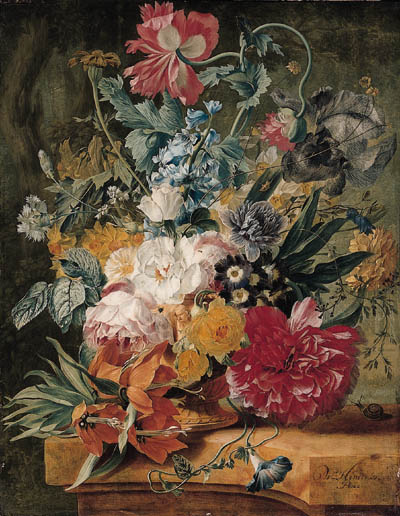
Vase à fleurs, d’après Jan van Huysum.

Wybrand Hendriks nait dans une famille de sculpteurs, ayant pour père le sculpteur Hendrik Hendriksz (env. 1704-1782) et pour frères Hendrik Hendriks jr. et Frans Hendriks, qui suivent tous deux la voie de leur père ; de surcroît, Cornelia, son unique sœur, épouse le sculpteur Rijk Rijke.
Après avoir appris le métier de peintre chez le fabricant de papier peint Johannes Remmers à Amsterdam, Wybrand Hendriks a l’occasion en 1772 de reprendre l’atelier de papier peint d’Anthony Palthe, frère du peintre Jan Palthe, avant d’épouser en 1775 la veuve de celui-ci, Agatha Ketel, de qui il a déjà réalisé en 1773 un dessin la représentant en grand deuil.
Dans la décennie 1780, Hendriks est pendant cinq ans l’un des directeurs de l’académie de dessin de Haarlem, mais également administrateur de l’Hospice (néerl. Gasthuis), membre de la municipalité de Haarlem, et membre du club populaire qui apporte son appui à la Révolution batave (1780-1798).

### Intendant du musée Teyler
Ayant succédé à Vincent Jansz van der Vinne, qui a remis sa démission à la suite d'un conflit avec le directeur Martin van Marum, Hendriks occupe entre 1786 et 1819 la fonction d’intendant (néerl. kastelein, litt. châtelain) de la fondation Teyler. À ce titre, il doit, ainsi que le stipule le testament de Pieter Teyler, remplir l’office de kastelein (c.-à-d. de concierge, litt. châtelain), donc loger dans la Fundatiehuis (maison de la Fondation), l’ancien hôtel particulier de Teyler, et doit s’occuper plus particulièrement des collections d’art du musée, parcourant les ventes publiques à travers les Pays-Bas en quête de dessins et d’estampes pour enrichir le fonds du musée. Sa fonction impliquant aussi la gestion des œuvres mises sous sa garde, il est amené à restaurer et parfois aussi à retoucher ou compléter des dessins et estampes. Hendriks tient atelier dans l’ancienne salle de dessin de l’Académie de dessin cofondée par Pieter Teyler, laquelle académie a été auparavant transférée à l’hôtel de ville de Haarlem. En qualité de conservateur, il prend part à l’acquisition que fait le musée en 1790 de quelque 1700 pièces de la collection de Christine de Suède, dite collection Odescalchi, pièces parmi lesquelles figurent entre autres des œuvres de Michel-Ange et de Raphael, qui comptent aujourd’hui parmi les pièces-vedettes du musée Teyler.

### Œuvre picturale

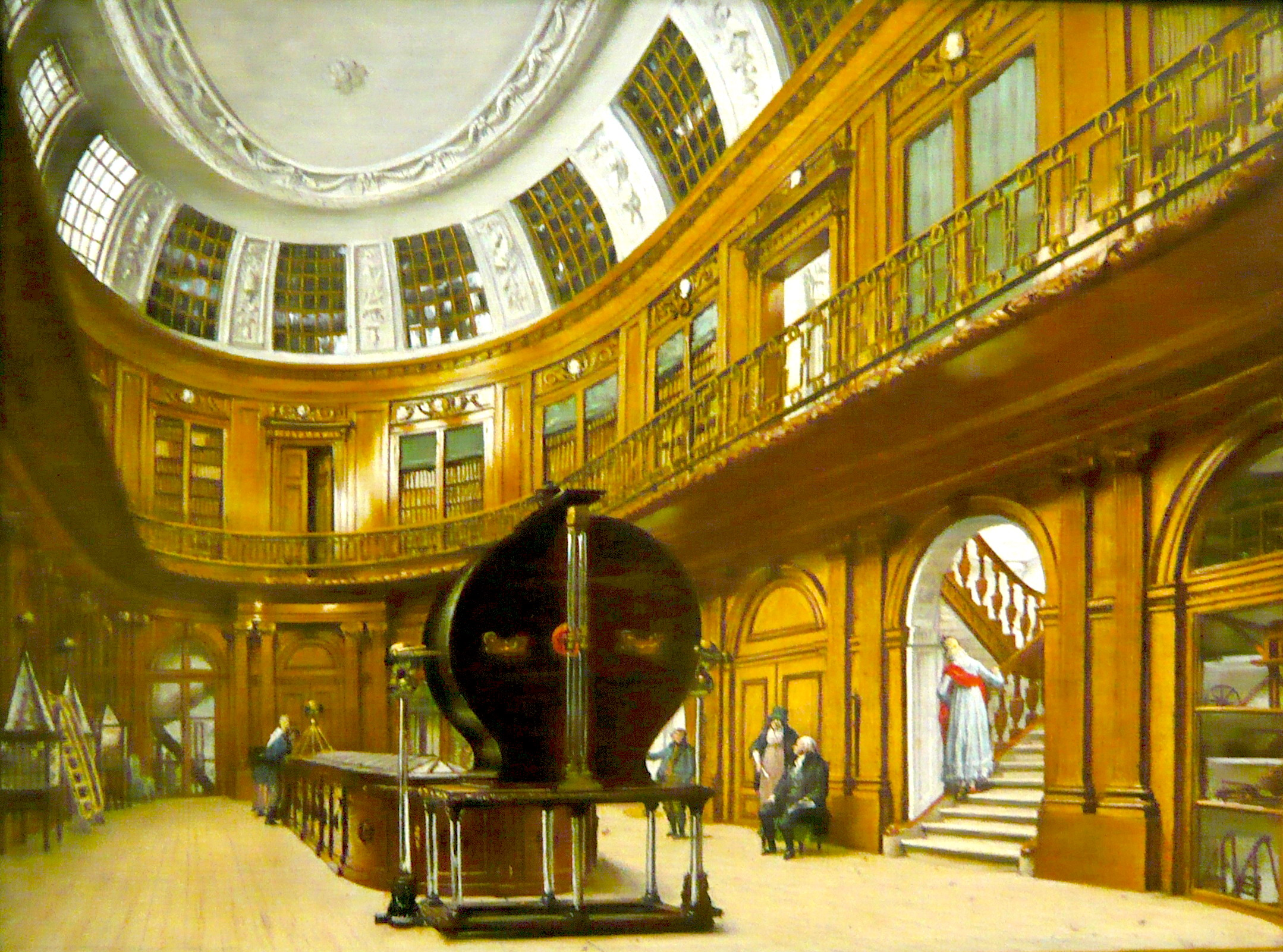
La Salle ovale du musée Teyler à Haarlem, peinture de Wybrand Hendriks.

Parallèlement à sa charge d’intendant, Hendriks s’adonne lui-même également à la peinture, et réalise entre autres plusieurs tableaux représentant des vues intérieures et extérieures du musée Teyler, notamment la Salle ovale et la cour de la Fundatiehuis, et aussi ses directeurs. Les tableaux qu’il peint de la cour intérieure de la Fundatiehuis et de la Salle ovale semblent avoir été réalisés à l’aide de miroirs courbes et d’autres auxiliaires d’optique, attendu que les perspectives que ces tableaux présentent sont impossibles. Hendriks crée les portraits entre autres de Jacob van der Vos sr., Christiaan Scholten, Christiaan van Orsoy, Jan Petrus Scholten van Aschat, Frederik Alexander Vernède, Wernerus Köhne, Adriaan van der Willigen et Martinus van Marum. Parmi les peintres que Hendriks a pour disciples, on peut citer Hermanus van Brussel, Warnaar Horstink, Gerrit Johan van Leeuwen, Hendrina Alida Sollewijn, Abraham Vallenduuk et Jacobus Vrijmoet.